# 빌 포츠
빌 포츠 (Bill Potts)는 영국의 SF 드라마 《닥터 후》의 등장인물이다. 구상은 스티븐 모팻이, 배역은 펄 매키가 맡았다. 시즌 10에서는 첫번째 에피소드부터 닥터 (피터 카팔디 분)의 동행자로 등장한다.

## 행적

### 드라마
빌 포츠는 시즌 10의 첫 에피소드, "The Pilot"에서 처음 등장한다. 원래는 브리스톨의 어느 대학교에서 급식보조원으로 일하던 여자로, 그곳에서 교수 생활을 하고 있던 닥터의 방에 우연히 들어가면서 닥터와 처음 마주하게 된다. 닥터는 빌에게 아직 드러나지 않은 잠재력이 있음을 알아보고, 개인 지도교수가 되어주기로 한다. 하지만 빌이 관심두고 있던 여대생 헤더(스테파니 하이엄)가 물로 된 생명체로 변하며 쫓아오자, 그로부터 도망치는 과정에서 닥터는 빌에게 자신이 실은 외계인임을 밝히게 된다. 사건이 마무리된 뒤 닥터는 빌을 시간여행의 동행자로 받아들이고, "닥터가 브리스톨에 남아 지하실에 가둬둔 무언가를 감시하고 지켜야 한다"는 원칙을 깨는 거라며 못마땅하게 생각하는 나돌 (맷 루커스)을 뒤로 한 채 타디스를 타고 함께 어딘가로 떠난다. 이어지는 에피소드에서 빌은 닥터와 함께 머나먼 행성과 깊은 우주 속을 다니며 외계인의 침공을 막고 갈등을 끝내는 등의 활약을 펼친다. 그리고 그 과정에서 닥터가 가진 타임로드의 본성과 시간여행의 규칙을 배우고, 닥터와 점점 가까운 사이가 된다.
시리즈 마지막화인 "World Enough and Time"과 "The Doctor Falls"에서는 어느 외계 우주선의 조난신호를 포착하고 그곳으로 갔다가, 승무원의 오해를 사서 대치하던 도중 발사된 총격에 가슴 한가운데를 맞고 쓰러지게 된다. 이후 정체를 알 수 없는 연구원들에게 끌려가 하층부로 옮겨진다. 다행히 빌은 살아나지만 그곳은 타디스가 도착한 상층부보다 시간이 훨씬 빠르게 흐르는 곳이었기에 닥터가 도착하는 것을 기다릴 때까지 10년을 기다려야 했고, 그 사이 자신도 모르게 사이버맨으로 변환된다. 무감정 상태로 인간들을 자신처럼 바꾸는 데 필사적인 보통의 사이버맨과는 달리, 빌은 닥터와 여행하면서 겪었던 수많은 경험 덕에 인간성과 정체성을 고스란히 유지할 수 있었다. 이후 닥터와 함께 사이버맨들과의 최후의 전투에 참전하고 끝내 모든 사이버맨을 무찌르지만, 빌의 곁에는 아무도 남지 않았다. 닥터는 눈을 감았고 나돌은 사람들을 안전한 곳으로 대피시켰으며 빌 자신은 무서운 괴물일 뿐이었다. 그런데 그 때 그녀의 앞에 헤더가나타나, 빌을 자신과 같은 모습으로 바꾼다. 그리고는 함께 시공간을 여행할지 아니면 지구에서 평범한 인간으로서의 삶을 살지 선택의 기회를 준다. 이에 빌은 닥터를 타디스에 도로 태우고 슬픈 작별인사를 나눈 뒤, 히터와 함께 우주 여행을 떠난다.
빌 포츠의 삶은 여기서 끝이지만 크리스마스 스페셜인 "Twice Upon a Time"에서 다시 한번 등장한다. 여기서는 테스티모니 프로젝트의 일환으로, 빌이 죽기 직전에 수집됐던 기억을 통해 완벽히 구현된 살아있는 아바타의 모습이었다. 자신이 원래대로의 모습이 된 것을 깨닫은 빌은 닥터와 기쁜 마음으로 재회한다. 닥터가 잠시 의심하는 바람에 마냥 기뻐하지는 못하지만 함께 모험을 떠나며 돕고, 마지막엔 이제 그만 재생성을 받아들이려는 닥터에게 진정한 작별인사를 나눈다.